# Начальный объект
Начальный объект (отталкивающий объект, инициальный объект) — объект {\displaystyle I} категории {\displaystyle {\mathcal {C}}} такой, что для любого объекта {\displaystyle X\in \mathrm {Ob} _{\mathcal {C}}} существует единственный морфизм {\displaystyle I\to X}.
Двойственное понятие — терминальный объект (притягивающий объект): объект {\displaystyle T} — терминальный, если для любого объекта {\displaystyle X\in \mathrm {Ob} _{\mathcal {C}}} существует единственный морфизм {\displaystyle X\to T}.
Если объект одновременно начальный и терминальный, его называют нулевым объектом.
Пустое множество — это единственный начальный объект в категории множеств, одноэлементные множества (синглетоны) — терминальные объекты, нулевых объектов нет. В категории множеств с отмеченной точкой синглетоны являются нулевыми объектами, так же, как и в категории топологических пространств с отмеченной точкой.
Начальный и терминальный объекты существуют не в любой категории, но если они существуют, то определены однозначно: если {\displaystyle I_{1}} и {\displaystyle I_{2}} — начальные объекты, между ними существует изоморфизм, причём единственный.
Терминальные объекты являются пределами пустой диаграммы {\displaystyle \varnothing \to {\mathcal {C}}}, то есть пустыми произведениями. Аналогично, начальные объекты являются копределами и пустыми копроизведениями. Из этого следует, что функтор, сохраняющий пределы (копределы), сохраняет терминальные (начальные) объекты соответственно.

## Примеры
В категории групп, так же, как и в категориях абелевых групп, модулей над кольцом и векторных пространств существует нулевой объект (в связи с чем и появился термин «нулевой объект»).
В категории колец кольцо целых чисел {\displaystyle \mathbb {Z} } является начальным объектом, и нулевое кольцо с {\displaystyle 0=1} — терминальным объектом. В категории полей не существует начальных и терминальных элементов. Однако в полной подкатегории полей характеристики {\displaystyle p} имеется начальный объект — поле из {\displaystyle p} элементов.
В категории всех малых категорий (с функторами как морфизмами) начальный объект — пустая категория, а терминальный — категория {\displaystyle \mathbf {1} } с единственным объектом и морфизмом.
Любое топологическое пространство {\displaystyle X} можно рассматривать как категорию, объекты которой — открытые множества и между любыми двумя открытыми множествами, такими, что {\displaystyle U\subset V}, существует единственный морфизм. Пустое множество — начальный объект этой категории, {\displaystyle X} — терминальный. Для такой категория топологического пространства {\displaystyle X} и произвольной малой категории {\displaystyle {\mathcal {C}}} все контравариантные функторы из {\displaystyle X} в {\displaystyle {\mathcal {C}}} с естественными преобразованиями образуют категорию, называемую категорией предпучков на {\displaystyle X} с коэффициентами в {\displaystyle {\mathcal {C}}}. Если {\displaystyle {\mathcal {C}}} имеет начальный объект {\displaystyle c}, то постоянный функтор, отображающий {\displaystyle X} в {\displaystyle c}, является начальным объектом категории предпучков, двойственное утверждение также верно.
В категории схем спектр {\displaystyle \mathbf {Spec} (Z)} — терминальный объект, и пустая схема — начальный объект.
Начальные и терминальные объекты также можно характеризовать при помощи универсальных стрелок и сопряжённых функторов. Для категории {\displaystyle \mathbf {1} } из единственного объекта {\displaystyle \bullet } и (единственного) функтора {\displaystyle U\colon {\mathcal {C}}\to \mathbf {1} } начальный объект {\displaystyle I} категории {\displaystyle {\mathcal {C}}} — это универсальная стрелка из {\displaystyle \bullet } в {\displaystyle U}. Функтор, отправляющий {\displaystyle \bullet } в {\displaystyle I} — левый сопряженный для {\displaystyle U}. Соответственно, терминальный объект {\displaystyle T} категории {\displaystyle {\mathcal {C}}} — универсальная стрелка из {\displaystyle U} в {\displaystyle \bullet }, а функтор, отправляющий {\displaystyle \bullet } в {\displaystyle I} — правый сопряженный для {\displaystyle U}. Обратно, универсальная стрелка из {\displaystyle X} в функтор {\displaystyle U} может быть определена как начальный объект в категории запятой {\displaystyle (X\downarrow U)}. Двойственно, универсальный морфизм из {\displaystyle U} в {\displaystyle X} — терминальный объект в {\displaystyle (U\downarrow X)}.